# Sanzoles
Sanzoles ist ein Ort und eine Gemeinde (municipio) mit 466 Einwohnern (Stand: 2024) in der Provinz Zamora in der Autonomen Gemeinschaft Kastilien und León im Nordwesten Spaniens.

## Lage
Der Ort Sanzoles liegt in der schier endlosen Agrarlandschaft der Iberischen Meseta in einer Höhe von etwa 720 m. Die Entfernung zur Provinzhauptstadt Zamora beträgt knapp 20 km (Fahrtstrecke) in nordwestlicher Richtung. Das Klima im Winter ist durchaus kalt, im Sommer dagegen warm bis heiß; die spärlichen Regenfälle (ca. 365 mm/Jahr) fallen verteilt übers ganze Jahr.

## Bevölkerungsentwicklung
| Jahr      | 1857  | 1900  | 1950  | 2000 | 2017 |
| Einwohner | 1.100 | 1.650 | 1.265 | 707  | 524  |

Die Mechanisierung der Landwirtschaft, die Aufgabe bäuerlicher Kleinbetriebe und der daraus resultierende Verlust von Arbeitsplätzen auf dem Lande haben seit der Mitte des 20. Jahrhunderts zu einem immer noch anhaltenden Bevölkerungsrückgang geführt.

## Wirtschaft
Die Umgebung von Sanzoles ist in hohem Maße landwirtschaftlich geprägt; der Ort selbst fungierte als regionales Dienstleistungszentrum für Handel, Handwerk und Dienstleistungen aller Art. Der Weinbau nimmt schon lange eine bedeutende Rolle im Wirtschaftsleben der Gemeinde ein.

## Geschichte
Aus keltischer, römischer, westgotischer und selbst maurischer Zeit sind keine Funde bekannt. Der Ort wurde wahrscheinlich bereits um das Jahr 900 von den Christen zurückerobert (reconquista) und von Christen aus dem Süden Spaniens (mozárabes) besiedelt. Die erste urkundliche Erwähnung des Ortsnamens stammt aus dem Jahr 1290. Aus dem Jahr 1594 stammt ein Dokument, durch welches ein Streit zwischen Bürgern und Pfarrer über den Zehnten (diezmo) beigelegt wurde.

## Sehenswürdigkeiten

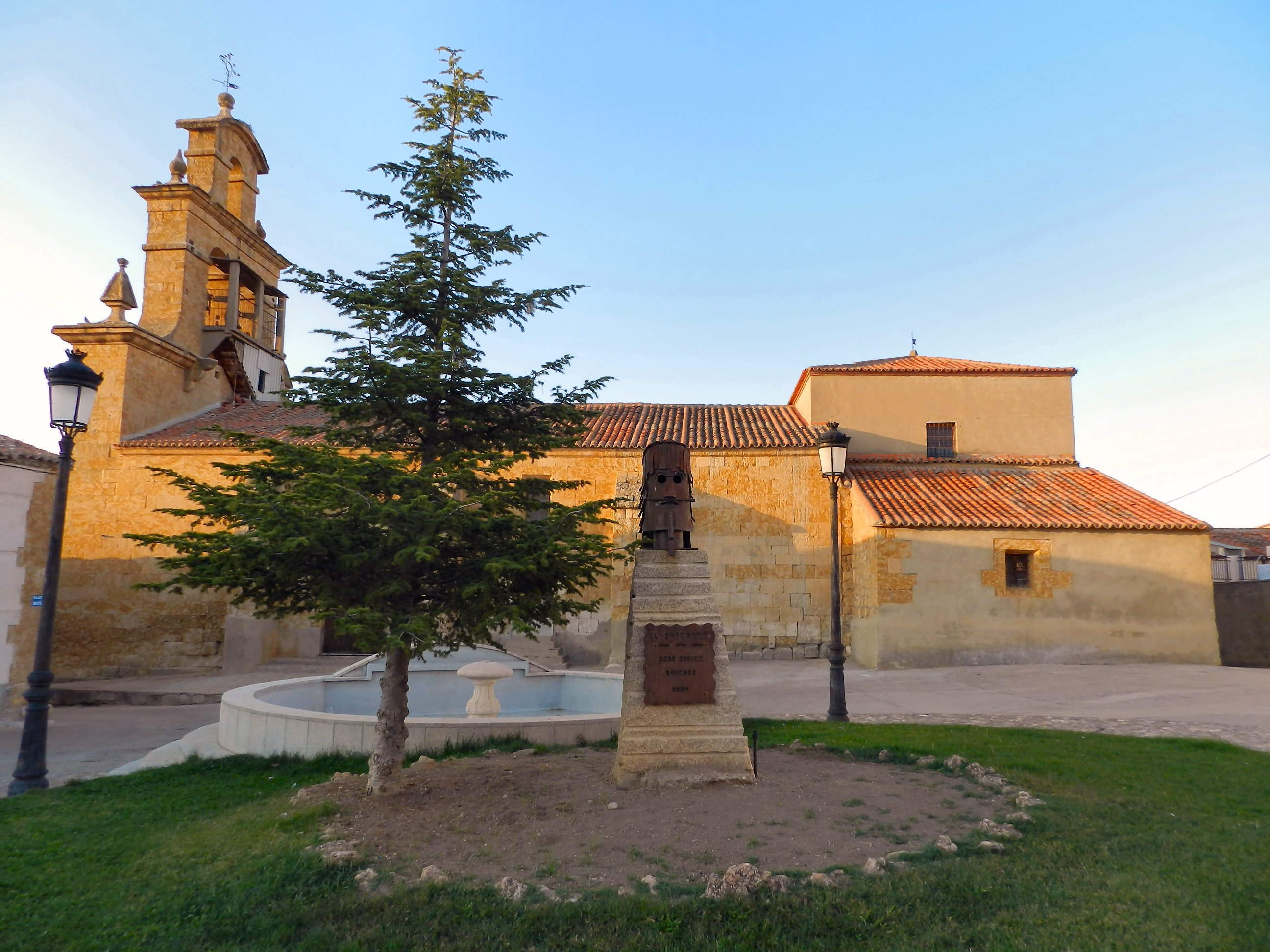
Iglesia de San Zoilo und El Zangarrón-Denkmal

- Die Iglesia de San Zoilo ist dem hl. Zoilus von Córdoba geweiht und wurde – wahrscheinlich an der Stelle eines Vorgängerbaus – zu Beginn des 18. Jahrhunderts erbaut. Die Westfassade wird durch einen Glockengiebel (espadaña) überhöht, dessen Seiten durch Zierobelisken mit Kugeln oder durch steinerne Vasen geschmückt sind. Ein barockes Altarretabel (retablo) ist das Schmuckstück der einschiffigen Kirche.[5]
- Auf dem Platz südlich der Kirche wurde zu Beginn des 21. Jahrhunderts ein eisernes Denkmal zu Ehren von El Zangarrón in Form eines Maskenkopfes aufgestellt.
- Das Rathaus (ayuntamiento) ist in einem alten Stadtpalast aus dem 16. Jahrhundert untergebracht.
- Auf dem zentralen Platz des Ortes befindet sich ein Brunnen mit angeschlossener Viehtränke (abrevadero).
- Am Ortsrand befinden sich zahlreiche Felskeller (bodegas).

## Kultur
Das am 26. Dezember stattfindende Maskenfest zu Ehren des Zangarrón ist eine regional bedeutsame faschingsartige Veranstaltung, die mit der „Vertreibung der Wintergeister“ zu tun hat.